# Історія вуглевидобутку на Донбасі

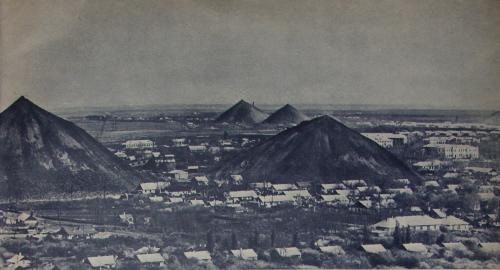
Типовий пейзаж на Донбасі

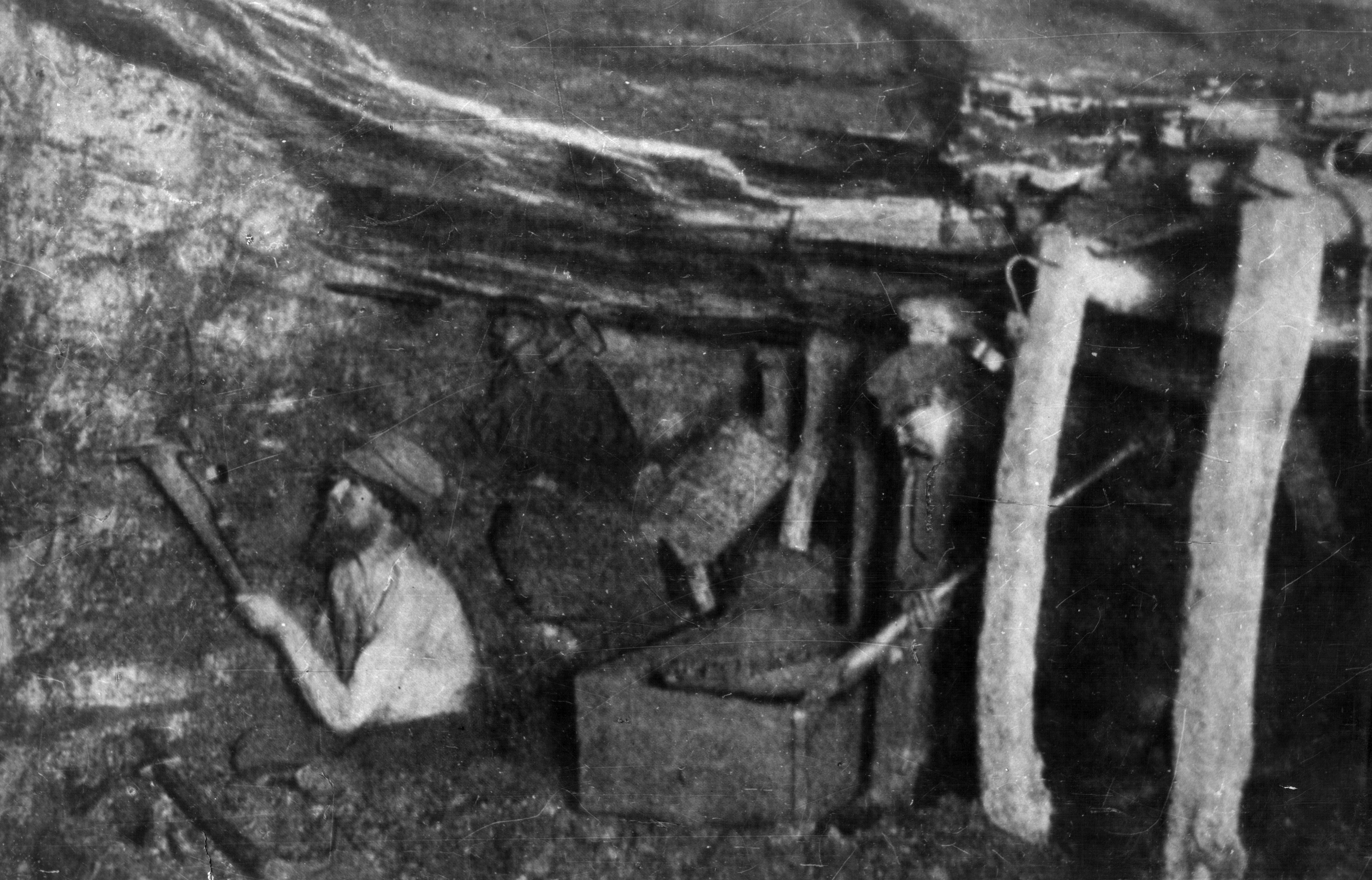
У вибої шахти. Початок XX ст. Донбас.

Історія відкриття і перші копальні вугілля на Донбасі

## Першовідкривачі донецького[1]вугілля
З історією освоєння донецького вугілля пов'язані численні контроверсійні публікації. Помітна політизація цього питання в середині XX століття.
Першим кроком промислового освоєння багатих, але небезпечних (завдяки нападам татар) степових земель Східної України стало добування солі з води Торських та Бахмутських озер (про що оповідає один із попередніх нарисів). Після чергового розорення татарами соляних промислів наприкінці XVII століття, вони починають відроджуватися у 1710—1715 роках на основі орендних відносин (управління солеварнями знаходилось у руках держави). Однією з основних проблем виробництва солі був дефіцит деревини й достатньо висока ціна на ввезені дрова. Значною мірою цьому сприяв наказ Петра I від 19 листопада 1703 року та наступні розпорядження, які під загрозою смертної кари забороняли вирубувати ліс не тільки на дрова, але й для вироблення деревного вугілля. З іншого боку Берг-привілея Петра I від 10 грудня 1719 року заохочувала на пошуки корисних копалин, у тому числі «горючого каміння» (кам'яного вугілля), обіцяючи щедру винагороду й можливості заснування приватних гірничовидобувних підприємств. З погляду на ці обставини, немає нічого дивного, що відкриття донецького вугілля було пов'язано з соляним промислом і пошуком палива, альтернативного деревині.
У 1721 році управляючий Бахмутськими соляними промислами, ландрат (помічник губернатора), шляхтич походження Микита Вепрейський та комендант Бахмутської фортеці, капітан Ізюмського слобідського полку Семен Чирков з охороною та провідниками вирушили на підводах для взяття проб кам'яного вугілля. Його було виявлено в двох місцях — в урочищі Скелеватому, що за 25 верст від Бахмута та на річці Біленькій за 50 верст від нього. Зразки вугілля в необхідній кількості були відібрані та відправлені до Санкт-Петербурга у Берг-колегію (отримані 20 січня 1722 року). Їх випробування засвідчило бажані результати. Цар Петро I, який довідався про важливу знахідку в Бахмутському повіті, наказав направити туди для розробки вугілля необхідну кількість робітного люду з Бєлгородської провінції. Перший промисел вугілля був організований тими ж Вепрейським та Чирковим і розпочався у 1723 році.

Микита Вепрейський. Уява художника.

Наведені вище факти зафіксовані в архівних документах, пройшли багаторазову перевірку, використовувались багатьма дослідниками (у тому числі авторитетними російськими істориками доби Імперії) й були загальновідомі в першій половині XX століття. Вони свідчать про імена офіційних першовідкривачів донецького вугілля, але залишають дуже важливі питання, на які треба дати відповіді.
Перше і головне з них — яким дивовижним чином Вепрейському та Чиркову вдалося знайти кам'яне вугілля? Вони особисто не зналися на корисних копалинах, в складі їх пошукового загону не було жодного рудознавця, їх експедиція тривала всього кілька днів, але з першого ж виїзду натрапила на виходи двох перспективних вугільних родовищ.
Ці обставини стають ще більш загадковими, якщо згадати, що в описаний час на теренах Російської імперії лише лічені спеціалісти уявляли як шукати цей маловідомий ще мінерал і, навіть, як взагалі він виглядає. Більше того, розгорнуті за ініціативою Петра I спеціальні експедиції з пошуку кам'яного вугілля довго не мали успіху. Впритул до вугільних родовищ наблизився рудних справ піддячий Григорій Капустін, який брав проби поблизу Тули, Воронежа та на Дону (містечка Кундрюча та Бистрянськ, недалеко від впадіння Сіверського Дінця в Дон), але випробування цих копалин не підтвердило наявності в них паливних якостей.
Наведемо (мовою і стилістикою оригіналу) фрагмент з протоколу Берг-колегії (від 4 липня 1723 р.) про результати випробувань ковальським майстром Марком Рєером проб кам'яного вугілля, видобутого Г. Г. Капустіним:
„И против вышеписанного протоколу артиллерии иноземец кузнечной мастер Марко Реэр сказал: которой де земляной уголь дан ему пробовать, которой взят в Воронежской губернии и в донских городках, сысканной доносителем подьячим Григорием Капустиным, и он, Реэр, тот уголь пробовал, и по пробе явилось, что от оного уголья действа никакого не показалось, только оной уголь в огне трещит и только покраснеет, а жару от него никакова нет, и как вынешь из огня будет черно, как и первой…”
Невдалі випробування зразків копалин, винайдених Г. Капустіним, змінили ставлення до нього царських урядовців. Берг-колегія ухвалила рішення не видавати Капустіну винагороди, оскільки в привезених ним зразках нічого не було виявлено. Невдовзі рудознавця й взагалі арештували за звинуваченням у приховуванні листа про зловживання повітових чиновників, і хоча Капустіна потім звільнили, але у новій експедиції 1724 р. йому вже не довірили керівництво пошуками (їх очолив англієць Георгій Ніксон) і навіть розпоряджатися грошима експедиції було призначено іншу особу (унтер-офіцера А. Маслова).
Закиди радянських дослідників середини XX століття, що іноземці при аналізах проб навмисно знеславили успіх російського рудознавця, представляються нам кон'юнктурними, оскільки ті ж таки іноземці (в особі вугільного майстра Г. Ніксона) дали зовсім інший вердикт на чергові зразки бахмутського вугілля, надісланого у Берг-колегію М. Вепрейським та С. Чирковим:
„1724 года мая пятого числа показали мне уголье в Коллегии, которое я пробовал, и оное являетца изрядное, а пепел из оного синий есть. И мы называем в Англии самые лудчие уголье на угольных заводах, и ежели таких много угольев в сей земле, то довольное удовольствие подает и на всякие потребы угодны, ибо оные не являютца, чтоб имели в себе многой непотребности, как я такие же уголье в Англии видел и мне зело уголье понравилось”.
Гострота в потребі людей, які б зналися на пошуках вугілля помітна у листі Петра I до віце-адмірала Гордона (від 21 січня 1723 р.): «К Вице Адмиралу Гордону (своеручно). Зело нам нужно, чтобы ты из Англии или Шкоции выписал двух человек, которые знают находить уголья каменные (Steinkohl) по приметам сверху земли и чтоб были искусны в своём мастерстве, о чём приложи свой труд».
Наведені факти свідчать про значні складнощі пошуку вугілля і повністю виключають можливість випадкового відкриття одразу двох родовищ протягом одного короткого виїзду начальних (керівних) людей, як це сталося з Вепрейським та Чирковим. Поясненням цієї суперечності може бути тільки одне — експедиція Бахмутського соляного правління нічого не розвідувала в донецькому степу, а напевно знала розташування родовищ і виїхала для взяття проб на вже відомі місця. Цю версію може підтвердити відповідь на ще одне важливе питання: чому на пошуки вугілля виїхали разом дві перші особи повіту — управитель міста й соляного промислу та начальник військового гарнізону? Якщо припустити справжні довготривалі виснажливі пошуки, то вочевидь на них були б послані другорядні, але більш підготовлені люди з соляних заводів. В нашому ж випадку «на пошуки» виїжджають саме начальники, що свідчить про заздалегідь спланований успіх «відкриття». Можна припустити, що така велика увага до взяття вугільних проб безпосередньо керівниками повіту була зумовлена щедрою винагородою й приязню царя, обіцяними його Берг-привілеєю першовідкривачам мінеральних багатств. І Вепрейський з Чирковим зробили все необхідне (згідно з вимогами Берг-привілеї), щоб стати офіційними засновниками першого вугільного промислу на Донбасі.
Але хто ж був справжнім (неформальним) першовідкривачем донецьких вугільних покладів? Хто і як винайшов та освоїв непросту технологію їх використання? На жаль, ми розчаруємо сподівання любителів таємничих історій, які напевно очікують розкриття ім'я якогось надзвичайного інкогніто. На наш погляд, головною дієвою особою цих подій було саме населення Східної України — на той час землі Запорозької Січі. Саме мешканці місцевих поселень започаткували використання вугілля, яке іноді виходило в урочищах поблизу на поверхню. Звісно, що інтерес до нього виник тут не з наукових книг і не від заїжджих вчених людей, а шляхом практичних зіткнень. Приводом до них могла слугувати часткова зовнішня схожість кам'яного вугілля на деревне, добре відоме ковалям, або щасливий випадок розведення багаття біля виходу вугільного покладу (таке не раз траплялось в історії гірництва). Так чи інакше на кам'яне вугілля звернули увагу, з'ясували його енергетичні властивості та освоїли технологію спалювання в печі (що теж мало свої суттєві особливості). Нестача деревини і відносна простота копання вугілля в близьких до поселень байраках зумовили можливість його корисного використання місцевим населенням.
Раніше, чи пізніше відомості про властивості «горючого каміння» повинні були дійти до бахмутських солеварень: люди приходили сюди за сіллю й розуміли велику потребу в деревині. Навряд чи вдасться достеменно з'ясувати ім'я людини, що визнала кілька місць, з яких мешканці копали вугілля, й повідомила про них М. Вепрейського та С. Чиркова. Можливо самі козаки та селяни проміняли цю інформацію на сіль? Вугілля багато, усім вистачить! Про це ми можемо тільки здогадуватись. Але отримані відомості в умовах підвищеної мотивації пошуків палива (дефіцит дров для солеварень та царські обіцянки щодо винагород за винайдені копалини) зробили свою справу. Освоєному людьми вугіллю були знайдені офіційні винахідники та державні господарі.
Прикметною подією стала подальша розробка винайдених родовищ. Завдяки збереженим архівним документам ми маємо змогу дізнатися про неї з перших вуст. У листі до Камер-колегії від 23 січня 1724 року М. Вепрейський та С. Чирков пишуть:
„По в. и. в. указу из оной Коллегии повелено прислать из Белогороцкой правинции в Бахмут к соляному правлению для учинения вновь изысканных земляных угольев и соляных вод пробы работных людей сколько надлежит, но токмо из оной правинции означенных работных людей прислано сто девяносто четыре человека, и те присылывались в разные числа по малому числу, бес подмоги, и без записные, и спустя летнея время — в августе и в сентябре месяцех. И теми работными людьми оное уголье окаповано в горе по мере: в длину пятнацать сажен, а вышину десять сажен. И оное земляное уголье употребляетца ныне на бахмуцкие соляные заводы в казенные кузницы на латание солеваренных сковород и на прочие поделки.
Токмо оно уголье в гору пошло в глубину, а сколько его в глубину есть, о том неведомо, для того что сверх оного уголья великая гора — в вышину сажен десяти и больше, и меж того уголья произыскиваютца и другие материалы. И окопать оного уголья такими малыми людьми в скором времени невозможно.”
Таким чином з листа випливає, що у 1723 році на одному з потужних покладів розпочато гірничий промисел, на якому протягом серпня — вересня було задіяно близько 200 робітників. Важливою обставиною було те, що кам'яне вугілля знайшло використання як для солеваріння, так і в кузнях, що свідчить про його добру якість і освоєну технологію використання. Є підстави вважати, що це була перша вугільна копальня на Донбасі.
Дискусійним залишається питання щодо місця розташування перших промислів. Якщо урочище Скелевате визначено однозначно (близько 26 км на південний схід від Артемівська, поблизу річки Скелева, притоки Лугані), то на урочище на річці Біленькій, що на відстані в 50 верст від Бахмута, претендують одразу кілька місць (річок з такою назвою на Донбасі декілька). Найбільш доведеною автори вважають версію Ю. М. Канигіна та Ю. Т. Батюшина, яка ототожнює це місце з поселенням Городище (Перевальський район Луганщини). В даному разі з маршрутом Вепрейського збігаються відстань і напрямок, річка Біленька (притока річки Білої в її верхів'ї), а також розташування там так званої Кукуєвської гори, з якої місцеві жителі з давніх-давен копали вугілля. Версія В. І. Подова, яка обґрунтовує селище Ящиковку того ж Перевальського району менш переконлива, але все ж імовірніша, ніж відома також гіпотеза про родовища Лисичанська і річку Верхня Біленька (тут не збігається більшість ознак).
У травні 1724 року на пошуки вугільних родовищ вирушила авторитетна експедиція Берг-колегії у складі вугільних майстрів Георгія Ніксона (керівник), Джона Маршала, Томаса Краувіна, Томаса Кларка, Вілима Персона, унтер-офіцера Андрія Маслова, підканцеляриста Григорія Капустіна, перекладача Якова Граматіна, двох лабораторних учнів та двох солдатів. Її уточнений маршрут передбачав дослідження проявів вугілля в Переславській провінції Рязанської губернії, на Олень'їх горах Воронезької губернії, а також наказував:
„И как оныя места осмотрены будут, ехать в Бахмутскую правинцию в урочище Скелевато, которое объявлено ис Камор-коллегии промемориею, и оное место написать ему (Г. Ніксону) в регистер”.
Лише в грудні 1724 р. експедиція прибула в Бахмут і у супроводі управителя соляних промислів пройшла маршрутом 1721 року. Висновки начальника експедиції збереглися в його листі: "Бахмута, генваря 7 день 1725 года. В Берг-коллегию от угольного мастера Ніксона писано:
"Прибыл я суда в прошлом 1724 году, а отсуды отвёз меня шляхтич да сержант 60 верст, где я те уголья буровал, которые уголья лежат в толщину 45 дюймов и под горою идут, однакож оные уголья никакого прямого распространения не имеют. И в том месте на стороне реки я ещё 39 фунтов буровал и також тамо уголья нашёл, под которыми лежит крепкий камень… А надеюсь, что здесь можно добрый угольный завод завести и повсягодно много уголья добывано быть может, ежели время к тому имелось… И отсюда поехал я на Шелевет, 25 верст от Бахмута, к Шерковским угольям, но там уже все уголья, как много воды ради учинить было можно, забраны были, и мнитца мне, что уголья под водою идут… А гора имеет наверху изрядный фундамент, и ежели уголья по оной фундамент пойдут, то можно надеяться на долгие времена и уголья здесь весьма добрые…”
В офіційному рапорті Г. Ніксона до Берг-колегії (від 25 травня 1725 року) підтверджується наявність родовищ поблизу річки Біленької (у вимові Ніксона «при реке Белькине») та в урочищі Скелеватому (у Ніксона — «при Шелеветове, где капитан Чириков работал»), зазначається добра перспектива їх розвитку. Здавалося б знахідки М. Вепрейського та С. Чиркова повністю підтвердилися й усі питання щодо пріоритету відкриття вугільного Донбасу вичерпані. На жаль історична наука була і залишається предметом зацікавленості не тільки науковців, але й політиків. Як справедливо зазначив письменник О. Х. Вельтман: «Історія наша повна білих плям, історіографія рясніє плямами темними й ще більш затемненими». В середині XX століття на замовлення ідеологічного керівництва колишнього СРСР єдиним першовідкривачем Донбасу було «призначено» рудознавця Григорія Капустіна. Не зменшуючи внеску цієї напевно сумлінної й фахової людини в розвиток геологічно-пошукової справи на теренах Російської імперії, ми не можемо вважати його відкривачем Донецького вугільного басейну.
Експедиція Ніксона (яку було перейменовано сталінськими істориками на експедицію Капустіна) прибула в Бахмут наприкінці 1724 року, коли кам'яне вугілля було тут не тільки вже давно знайдене (1721 рік) та офіційно зареєстроване у Берг-колегії (січень 1722 року), але й організовано його видобування для промислових потреб (з 1723 року). Зовсім непереконливим виглядає і ототожнення відкриття вугільного Донбасу із взяттям проб рудознавцем Капустіним на Дону у 1721—1722 роках, оскільки, по-перше, привезені зразки копалин, як свідчать офіційні документи, виявилися непродуктивними, а на місцях їх відбору так і не було розпочато розробку вугілля, а, по-друге, ця місцевість не ідентифікується як Донбас.
При знайомстві з працями авторів, які досліджували початок розробки вугільних родовищ у Донбасі в дусі «партійного завдання» (О. Зворикін, І. Каплан, М. Цейтлін та ін.), впадає в око численні порівняння Петра І та Сталіна, прямі аналогії між «бурхливим розвитком» петровської та сталінської держави. Згідно з пропагованою версією творчі зусилля царя-реформатора, організація його Берг-колегії, направлені із столиці пошукові експедиції рудознавців, тобто все те, що пов'язано з діяльністю держави, повинно було за задумом ідеологів підкреслювати в уяві шахтарів всеохопну й прогресивну роль загального керівного центру, єдність влади та сумлінних виконавців її завдань.
Мабуть те, що не вписувалось в рамки цієї жорсткої схеми, треба було відповідним чином скорегувати. «Горизонтальні зв'язки», самодіяльність місцевого населення, підприємців, регіональної еліти не повинні були виходити на перший план. В цьому вбачалася певна небезпека, оскільки могли з'явитися охочі робити важливі речі самостійно, без наказу, а то й без нагляду «державного ока». Імовірно тому ім'я Григорія Капустіна, яке більш відповідало державницькій схемі, ніж кандидатури шляхтича Вепрейського та капітана Чиркова, й було сумнівно використано «партійними» істориками.
Всупереч «доцільним схемам» та «ідеологічним доктринам» життєва правда завжди виходить назовні. Населення Донбасу може пишатися своїми попередниками-земляками, які самостійно відкрили, започаткували розробку та використання «сонячного каменю» з надр української землі.

## Початок промислового Донбасу
Друга половина XVIII століття у повній мірі підтвердила роль технічного поступу, як ключового фактора історичного процесу. Промислова революція, яка розпочалася в Англії й за кілька десятиліть поширилася всім світом, особливим чином торкнулася Російської імперії та України.
Англійську промислову революцію було створено особливою генерацією людей, яких справедливо порівнюють з титанами італійського Відродження. Такі яскраві особистості, як Дербі, Вілкінсон, Аркрайт, Болтон, Ребек, Уатт, Гаскойн склали славу тієї революції. Вони ставили перед собою здаваося б недосяжні цілі, але майже завжди досягали свого. Вони входили в найвищі коридори влади, віч-на-віч спілкувалися з монархами й проводили цілі дні біля металургійних печей та у виробках шахт поряд з простими робітниками. Вони находили час для бесід із знаменитими вченими й художниками свого часу, поєднували величезну енергію й незламну волю з високою загальною культурою та різноманітними науковими знаннями…
Наприкінці XVIII ст. Україні і Росії дуже поталанило. Сюди приїхав на державну службу шотландський інженер з першої легендарної десятки — Чарльз (Карл) Гаскойн (1737—1806 роки), директор найбільших в світі Карронських чавуноливарних заводів. Історія від'їзду Гаскойна в царську Росію може стати сюжетом авантюрного роману. Найобізнаніша в технічних секретах людина залишала Англію в часи виникнення технічного шпигунства й контрабанди нової техніки. Листування манархів, закиди російської дипломатії, підкупи й політичні інтриги передували важкому рішенню англійського уряду про дозвіл на від'їзд. Британія вирішила, підсиливши Російську імперію, зв'язати нею міць Швеції, чим виключити небезпечного конкурента з боротьби за морське домінування. Як би там не було, але саме діяльність Гаскойна та його учнів дозволили Російській імперії протягом перших десятиліть XIX століття, не зважаючи на відсталий господарчий устрій, залишатися на рівні передових країн Європи.
Особливу увагу привертає гірничо-металургійна діяльність Гаскойна на Українських землях, яка багато в чому започаткувала промисловий розвиток Донбасу. Наприкінці XVIII століття на території України були відкриті лише два металургійні підприємства: ливарний двір у Херсоні, де продукували мідні гармати для Чорноморського флоту, та збройовий завод в Кременчузі. Ці невеликі підприємства були не в змозі забезпечити потреби флоту й нових фортець, що виникали на південних кордонах імперії. Для будівництва великого заводу не вистачало обізнаних спеціалістів, робітничих рук, деревного вугілля, розвіданих запасів руд.
Слід відзначити, що численні згадки про мінеральні багатства Донецького кряжу, а особливо виявлені ще у 1721 році родовища кам'яного вугілля, відкривали великі перспективи розвитку цього регіону. Тому, виходячи з численних пропозицій командувача Чорноморським флотом М. С. Мордвинова, губернатора Новоросії П. А. Зубова та президента Берг-колегії М. Ф. Соймонова, навесні 1794 року Карл Гаскойн провів дослідження східних земель України для пошуку місця будування значного металургійного підприємства, а також розпочав роботи з проектування заводу.
Перш за все він ознайомився з накопиченими в Бергколегії звітами рудознавців, гірничих інженерів та підприємців відносно розвідок на руду й вугілля. Достатньо тривалий час після подій, пов'язаних з відкриттям донецького вугілля, його використання не виходило за межі місцевих побутових потреб. У 1744 р. за дорученням Бахмутської соляної контори Г. У. Райзером було проведене обстеження «Городніх байраків» (селище Городище) та зроблена мапа цього району з відмітками виходів вугільних пластів (карта та супроводжуючий рапорт були направлені у Берг-колегію). Пошуки і заготовки кам'яного вугілля для Бахмутських соляних заводів періодично продовжувались. Характерним прикладом таких розробок може слугувати архівне повідомлення:
„В ноябре 1764 г. из Бахмута в урочище на Белую Лугань за 6 верст для заготовления каменных угольев было отправлено солдат 10 человек. Работа их с возвратом продолжалась два дни с половиною, заготовлено тех угольев 12 четвертей весом 199 пуд один фунт. Привезено оное в Бахмут 10 человеки работными людьми на 10 воловых подводах в 7 дней”.
У зв'язку з господарчим освоєнням Азовського узбережжя (починаючи з 80-х років XVIII століття) та потребами Чорноморського флоту пошук нових родовищ корисних копалин організовували губернатори Новоросії Григорій Потьомкін та Платон Зубов. Збереглися відомості від купця Фурсова та поміщика Штерича про можливості розробки винайдених покладів донецького вугілля. У 1790—1792 роках геологічні дослідження Донбасу проводив просор М. Г. Ліванов, який виявив численні ознаки кам'яного вугілля, залізних руд, мармуру тощо. Розвідку та видобуток вугілля поблизу Лисичого байраку (сучасний Лисичанськ) силами моряків-чорноморців проводив у 1791 році гірничий чиновник Н. Ф. Аврамов.
Для перевірки цих даних і оцінки перспектив організації заводу Гаскойн виїхав в тримісячне відрядження на Східну Україну. Пошуки кам'яного вугілля не викликали жодних ускладнень. Гаскойн пише міністру фінансів графу Васильєву: «Донецький і Бахмутський повіти так рясніють ознаками руд, особливо кам'яного вугілля, що їх існування повинно було бути відомим навіть давнім мешканцям того краю … Серби й угорці, які з сорок років тому в цих місцях поселилися, без сумніву, розуміли якості й можливості використання цієї речовини, тим більш в цьому впевнююсь, що хорвати, тамтешні поміщики при першому моєму огляді тих повітів усі показували мені вугілля, на їх землях винайдене, про яке не тільки вони, але й батьки їх добре знали…»
За короткий час Гаскойн об'їхав усі відомі родовища вугілля й залізної руди, знайшов придатні будівельні матеріали й флюси для доменних печей, визначив оптимальне, за його думкою, місце для заводу. Його вирішили ставити у селищі Кам'яний Брід (зараз район м. Луганська), на правому березі р. Лугані. Про виникнення цього поселення історичні документи повідомляють наступне:
„Каменный Брод — древнейшее запорожское займище, старожитная казацкая местность. В 1740–1750 гг. здесь зимовниками и хуторами в землянках и шалашах сидело несколько семейств людей малороссийских. В 1755 г. к ним присоединилось на постоянное жительство около 100 семейств из православных иностранцев, перешедших в подданство России. В 1782 г. по переписи было дворов 171, мужчин 280 и женщин 283 души”.
Вигідне розташування заводу Гаскойн вбачав у тому, що вода Лугані та її притоки Ольховки може бути за допомогою системи гребель і каналів подана на водяні колеса машин. Сіверський Донець він вважав найбільш дешевим шляхом транспортування вугілля від Лисичого байраку (зараз м. Лисичанськ) до заводу. Приваблювало й те, що поряд проходив шлях на Таганрог. Губернатор Платон Зубов у зв'язку з цим будував величезні плани (з листа адміралу Мордвинову):
«Сие устроя в близости от портов и от крепостей литье орудий и снарядов по лучшей методе, флоты и крепости вскоре и дешевле всем снабжены будут, вся губерния выиграет, все железные вещи будут дешевле и в изобилии, откроется новая отрасль вывоза: каменный уголь тут в близости имеющийся в большом количестве и лучшим образом вынимаем будет.»
14 листопада 1795 року було видано іменний указ Катерини ІІ «Об строении литейного завода в Донецком уезде при речке Лугани и об учреждении ломки найденного в той стране каменного угля». Взимку на заводі у Петрозаводську було виготовлено необхідну техніку, причому головні креслення, архітектурні й інженерні розв'язання були проведені Гаскойном особисто й супроводжувались авторським наглядом. Весною 1796 року на місце будівництва виїхали К. Гайскон, перший доглядач майбутнього заводу А. Пікарон, три шотландських інженери й робітники. Протягом 1796 року у Лисичому байраці (зараз м. Лисичанськ) була збудована перша в Україні вугільна шахта штольневого типу. Будівництво шахти та розробку вугілля для нового заводу очолював англійський інженер Тимофій Ропер, а з 1797 року — Адам Сміт. За сім років під його керівництвом були розвідані нові поклади вугілля, розроблені та удосконалені системи їх розробки. За ініціативою Сміта були збудовані кам'яні казарми для робітників шахти й шпиталь. В ті ж роки інженер Г. Шериф спорудив тут першу парову машину. У березні 1799 року на Лисичанських копальнях, вперше в Російській імперії, було виготовлено 19 тисяч пудів кам'яновугільного коксу. Окрім Луганського заводу паливо поставлялося також Чорноморському флоту. Відносно якості вугілля А. Сміт писав у 1798 році: «Я беру на себе сміливість сказати, що рідко бачив де-небудь краще вугілля… Воно горить дуже яскраво й залишає чистий білий попіл, що доводить, що в ньому мало або майже немає сірки». Виходи штолень розміщувались у великому ярі, що виходив до Сіверського Дінця. Кожну штольню разом з прилеглими виробками вважали окремою шахтою, причому за перші п'ять років розробки покладу в Лисичому байраці було споруджено 22 штольневі шахти. Відстань між штольнями складала кілька десятків метрів. Спершу виїмку вугілля здійснювали камерним способом, трохи пізніше — стовпами за простяганням. Товщина пласта становила близько 1,9 м. Для ефективного руйнування вугільного масиву в його підошві створювали вруб (щілину), після чого за допомогою клинів та молотів обвалювали шари пласта. Для підтримання гірничих виробок застосовували рамне дерев'яне кріплення (лави кріпили дерев'яними стояками). Гірничі роботи виконували бригадами по 4-8 чоловік.

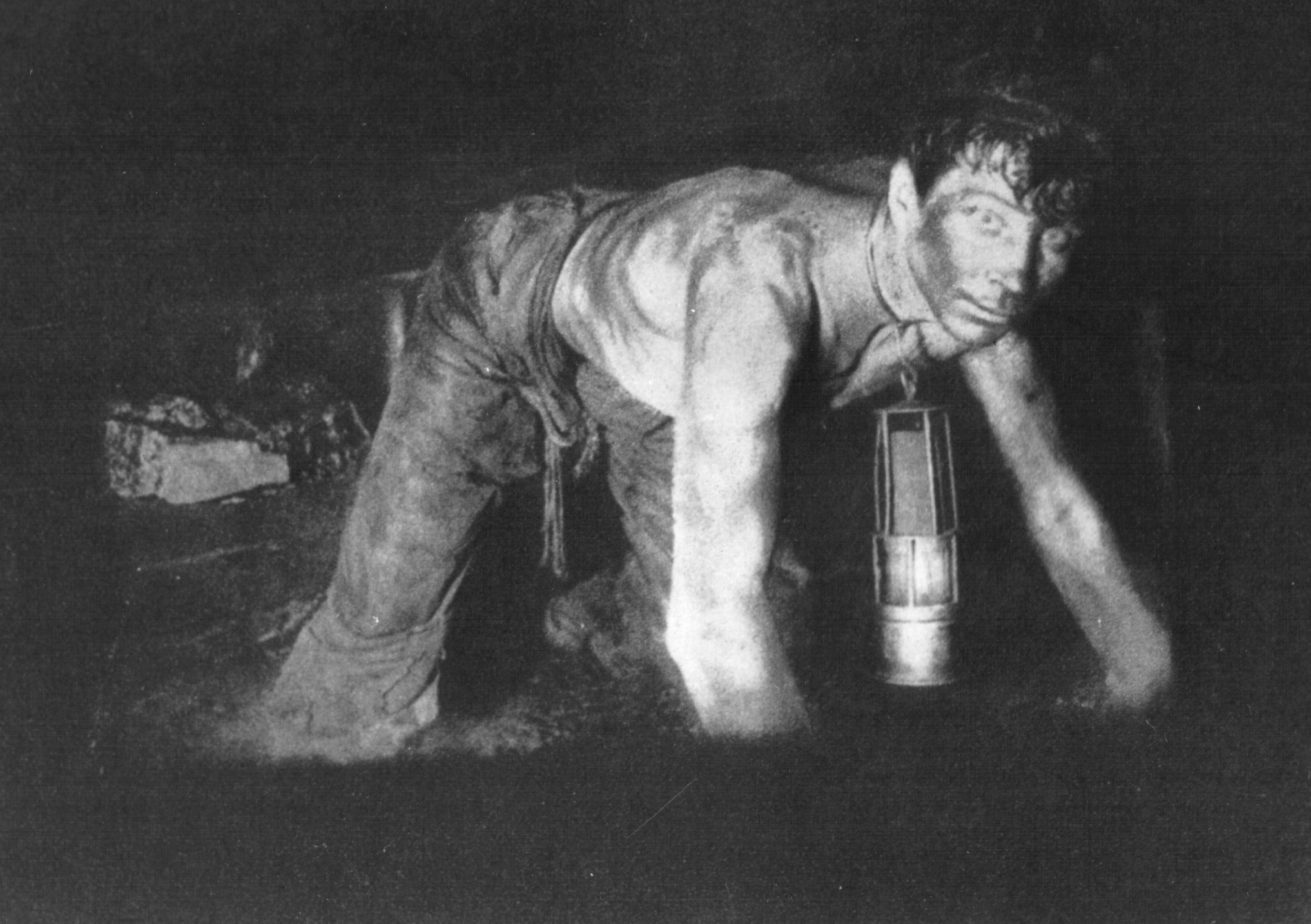
Саночник у вугільній шахті Донбасу. Кінець ХІХ-початок XX століття

Вугілля з вибоїв до устя штолень транспортувалось волокушами (санками з коробом в якому знаходилось 5-6 пудів вугілля), потім перевантажувалось на підводи та направлялось на Луганський завод. З часом достачання вугілля почали здійснювати не тільки через устя штолень, а й через стволи за допомогою ручних коловоротів чи кінного привода. Піднімали мішки з вугіллям або безпосередньо короби волокуш (пізніше — дубові бадді і кліті). Для підйому використовували прядив'яні канати. Шахтну воду спускали по штольнях і піднімали у баддях. Для забезпечення вентиляції проводили вертикальні стволи (шурфи), які називали «віддушниками» (перший із споруджених стволів мав глибину близько 36 м). З метою підсилення природної тяги застосовували металеві жаровні, в яких на поверхні розпалювали дрова та вугілля, після чого опускали у вентиляційний ствол. Повітря поблизу жаровні швидко розігрівалось та з підвищеною швидкістю спрямовувалось угору, створюючи необхідну тягу. По мірі остигання жаровні замінювались. Таким чином збудовані у Лисичанську наприкінці XVIII століття шахти увібрали світовий і історичний досвід гірничої справи й принципово відрізнялись від кустарних копалень, що існували тут раніше. В той самий час вони стали своєрідним випробувальним полігоном, досвід якого пізніше розповсюджувався на інші вугільні підприємства.
Всі рудники, шахти, а також геологічні партії Донбасу були приписані до Луганського заводу й підпорядковані безпосередньо К. Гаскойну. Це сприяло (як і передбачив П. Зубов) інтенсивному розвитку всієї гірничої промисловості регіону. Навіть поклади кам'яної солі були відкриті на Донбасі під час проведення каналу під Луганню при будівництві заводу. У 1799 році поблизу селища Городище було відкрито рудник для видобутку залізної руди. Варто уваги, що пошуковими прикметами рудних покладів слугували ознаки давніх розробок і металургійних плавок, які були виявлені геологами. Примітно, що два століття пізніше Перевальський район Луганщини продовжує відкривати свої давні металургійні артефакти. Дослідниками Донбаського технічного університету була виявлена виробнича дільниця, що включала близько 15 печей для плавлення заліза, які датують пізньою добою Київської Русі (дивись світлини). Залізні руди надходили на ливарний завод з селищ Городище та Привільне.
У 1798 році Луганський завод розпочав відливку гармат малого калібру з уральського чавуну й металевого брухту, який доставляли з Херсону й Таганрога. На жаль, якість місцевої залізної руди не виправдала сподівань. Для організації ефективної плавки у 1799 році на Луганський завод прибув відомий ливарний майстер Дж. Вокер, але й він не дав ради місцевим рудам. Конфліктуючи з Вокером, Гаскойн наполягає на будівництві доменних печей, і у жовтні 1800 році розпочала роботу перша домна України, причому чавун був витоплений за допомогою кам'яновугільного коксу. Відлиті ядро, граната й бомба були урочисто відправлені до Берг-колегії, але… не витримали випробувань, чавун виявився низької якості.
До кінця свого життя Гаскойн вдосконалював луганські домни, проводив досліди з відливу чавуну на коксі з місцевих руд, але, на жаль, зазнав у цьому поразки… Проте не тільки він. Численні невдалі спроби будівництва металургійних заводів в Україні продовжувались ще близько 70 років. У 1847—1850 роках був збудований Керченський завод, але він виявився нерентабельним. У 1859—1861 роках будується Петровський завод поблизу Корсуня, витрачено 462 тис. рублів, але промислову відливку чавуну організувати не вдалося (у 1867 році підприємство закрито). У 1870 році споруджено казенний Лисичанський завод, який також за кілька роківбуло ліквідовано. Тільки з 1870-х років, після освоєння багатих залізорудних родовищ поблизу Кривого Рогу й будівництвом ливарних і прокатних заводів Дж. Юза, Донбас починає перетворюватися в потужний індустріальний центр. Але шлях цих перетворень спирається на Луганський завод, на подвижницьку діяльність Карла Гаскойна та інженерів його команди.
Працюючи на привізній сировині, Луганський завод протягом XIX ст. залишався місцем, де вчилися й формувалися як спеціалісти видатні вітчизняні гірники, металурги й геологи. Тут перевірялися нові технології й створювалися складні машини. Саме тут ще при Гаскойні розпочали виробляти першу гірничу техніку й бурове геологорозвідувальне обладнання (навіть для рудників Грузії). Тут продукували унікальне чавунне литво і ажурні ювелірні прикраси…
Колись Карл Гаскойн пророчо стверджував про Донбас: «…коли цей край відкриється, то з місцевих руд і вугілля можна буде видобувати скільки завгодно заліза високої якості.» Саме він засвітив першу зірку вітчизняної вугільної промисловості і металургії, яку зараз визнає весь світ.

## «Вугільна лихоманка» XIX століття
Для вугільної промисловості Донбасу першої половини XIX століття був притаманний поступовий, але неспішний розвиток, що зумовлювалось (після відносно невдалої спроби спорудження Луганського ливарного заводу) повільними темпами економічного розвитку регіону та обмеженими транспортними можливостями. З іншого боку, ґрунтовні геологічні дослідження Донбасу свідчили про небачений потенціал вугільного видобутку.
Перше наукове геолого-стратиграфічне дослідження Донбасу провів Є. П. Ковалевський, який починав свою діяльність на Луганському ливарному заводі, а у 20-х роках XIX століття був берг-інспектором цього підприємства, якому підпорядковувалась також розвідка корисних копалин. Вчений дослідив близько 80 % території Старого Донбасу, виявив простягання Донецького кряжу (до речі, першим увів саму цю назву, з якої й пішов топонім «Донбас»), дав опис гірських порід та гідрографії регіону, а також склав першу геологічну карту 25-ти родовищ вугілля. Його книга «Геогностическое обозрение Донецкаго кряжа» (1829 рік) стала справжнім науковим відкриттям Донбасу.
Вчений виявив біля поселення Городище давні відвали шлаків та залишки плавильних печей, складених з вапнякових плит. Його дослідження давніх виробничих реліктів започаткувало в нашій країні напрямок історичних досліджень, що згодом отримав назву археометалургія. Пізніше Є. П. Ковалевський вів прогресивну діяльність на посаді міністра народної освіти Російської імперії, всебічно підтримував розвиток гірничої науки та освіти. Саме він в ранзі міністра забезпечив відміну цензурної заборони творів Тараса Шевченка (1860 р.), після чого слово «Кобзаря» вільно поширювалось у всій країні.
Серед визначних геологічних успіхів слід зазначити розвідку Східного Донбасу майором штабу гірничих інженерів А. І. Олівьєрі, який у 1827 році відкрив потужне Грушевське родовище антрациту (зараз Шахтинський район Ростовської області РФ), а також вугільні поклади поблизу кількох донських станиць. Грушевське родовище було поділене приблизно на 400 ділянок, які роздали козацьким родинам. На ділянках було споруджено невеликі родиннікопальні, які за допомогою найпростішого інструменту забезпечували розробку вугілля до появи води, яка припиняла видобуток. Отриманий антрацит донські козаки продавали Чорноморському флоту. У 1829 році експедиція французького гірничого інженера Ле-Пле винайшла близько 44 придатних для розробки вугільних покладів у західній частині Донбасу.
Незважаючи на перспективні знахідки вугілля на сході та заході, основними виробничими районами тривалий час залишались Бахмутський та Донецький (Слов'яносербський) повіти, а найпотужнішим центром видобутку — Лисичанський. Завдяки організаційній діяльності генерал-губернатора Новоросії графа М. С. Воронова лисичанське вугілля водним шляхом почали доставляти в Керч. Старанням графа завдячуємо також початку опалення казенних будинків (казарм, шпиталів, присутніх місць) кам'яним вугіллям.
Обмеженому попиту на вугілля відповідав дрібний вугільний промисел, який зберігався до середини XIX століття. Для другої половини сторіччя характерне різке збільшення видобутку, справжня «вугільна лихоманка», яка супроводжувалась виникненням сотень шахт, у тому числі — рудників значної потужності та технічної оснащеності. Справжній вибух видобувного промислу виник завдяки двом впливовим чинникам — будівництву мережі залізниць та, пов'язаному з ним розвитку чорної металургії, особливо після відкриття Криворізьких рудних родовищ.
Будівництво залізниць було розпочато на півдні імперії у 1856 році, а у 1869 році в дію увійшла Курсько-Харківсько-Азовська залізнична магістраль, яка пройшла територією Донбасу і зв'язала його з багатьма промисловими і культурними центрами в напрямку північ — південь. Пуск цієї залізниці послужив поштовхом для спорудження системи магістралей, які пронизували Донецький кряж в усіх напрямках. Особливе значення отримав маршрут Донбас — Кривий Ріг (1884 рік), зв'язавший видобуток залізної руди та вугілля. Десятки приватних залізничних гілок поєднували окремі промислові об'єкти із загальною системою залізниць. На кінець XIX століття Донбас став одним з найбільш розвинутих (за транспортними можливостями) регіонів Європи. Залізниці слугували потужним споживачем металу, що, в свою чергу, потребувало коксівного вугілля; а залізничний транспорт мав потребу у величезній кількості вугільного палива. Ці обставини, а також розв'язання транспортних проблем сприяли «вугільному буму» у Донбасі. Поряд з відомими родовищами й шахтами Бахмутського повіту (Лисичанський казенний рудник, приватні шахти в поселеннях Рубіжне, Олександрівка, Софієвка, Нестерівка) та Слов'яносербського повіту (Голубовський рудник і шахти Грушевського родовища) виникли нові потужні вугільні рудники Юзівський, Курахівський та Корсунський.
Спорудження двох перших з них було пов'язане з ім'ям англійського підприємця Дж. Юза. У 1869 році він за сприянням російського кабінету міністрів викупив у князя Кочубея концесію на будівництво заводу з виготовлення залізних рейок та створив «Новоросійське товариство кам'яновугільного, залізного та рейкового виробництва». В тому ж році починається будівництво металургійного заводу й селища Юзівка (зараз м. Донецьк). Обладнання для заводу та вугільних шахт без сплати мита (пільга уряду) було завезене з Великої Британії.
Закладини Корсунського рудника (майбутня шахта «Кочегарка» у м. Горлівка) відбулися у 1867 році на кошти Товариства Південноросійської кам'яновугільної промисловості, засновником якого був С. С. Поляков. Ініціатором будівництва шахти був гірничий інженер П. М. Горлов, який здійснював керівництво будівельними й гірничими роботами. Його ім'ям і було названо шахтне селище, яке виникло на схилі корсунського байраку. За декілька наступних років були закладені вугільні рудники «Альберт», «Альфред», «Марія», «Государів Байрак» та інші. Горлівка стала одним із потужніших центрів вуглевидобутку.
Поряд з великими підприємствами створювались десятки малих шахт, видобуток на яких здійснювали артілі по 20-30 робітних людей. Здебільшого це були колишні селяни (як правило — односельці), які добре знали один одного. Лише невелику частину артілі складали досвідчені гірники. Таку організаційну форму можна було спостерігати і на потужних підприємствах, ділянки яких обслуговувалися артілями. Окрім селян робочою силою слугували також ув'язнені, яких направляли на Донбас на виправно-трудові роботи.
Технічна оснащеність гірничих робіт суттєво відрізнялася на різних шахтах, але здебільшого (особливо на малих копальнях) переважала праця ручними знаряддями й найпростішими механізмами. Основним інструментом шахтаря слугувала кайла (дерев'яне руків'я зі сталевим вістрям), яка згодом змінилася обушком (кайла із змінним вістрям). Вугільний масив підрізали в підошві врубом і здійснювали відбіку вугілля. Глибина врубу не перебільшувала довжини руків'я обушка (руки вибійника не повинні були входити у щілину врубу). Для відбою особливо міцного вугілля використовували ломи, клини, молоти. Вугілля біля вибою завантажували в дерев'яні ящики, що розміщувались на полозах санок. Для цього використовували навальну лопату (у формі ковша), великі грудки вантажили руками. Вивіз вугілля від вибою до рейкової колії (на відкотний штрек) здійснювали робочі-саночники, які «впрягалися» у лямки або ланцюги санок і транспортували вантаж вагою до 150 кг. Достатньо часто цей труд виконували підлітки, які пересувалися рачки.
На відкотному штреку вугілля перевантажували у вагонетки (по 30 — 35 пудів) і по рейках вручну відкочували їх до підйомної кліті. На деяких шахтах існувала відкатка кіньми, яких запрягали у потяг з вагонеток. В цьому випадку в шахті під землею тримали стайню. Кінь, якого спускали у шахту, залишався там на все життя, швидко втрачав зір і пристосовувався до неприродного, зовсім «не кінського» існування. Підйом кліті з вагонетками здійснювали за допомогою парової машини. На малих шахтах вугілля доставляли в баддях, які піднімали коловоротом з кінним приводом.
Проведення гірничих виробок здійснювали за допомогою прохідницьких молотків, що стали відомою емблемою гірничої справи. Один з них був зубилом на руків'ї, який спрямовували на породне оголення, інший — виконував роль ударника. На багатьох шахтах для руйнування гірських порід використовували вибухівку. Перше її застосування у Донбасі зафіксоване у 1838 році на шахтах Лисичого Байраку (Лисичанська). Тривалий час буріння шпурів велося вручну металевими забивними бурами глибиною близько 1 метра. Пізніше з'явилися перфоратори з ручним приводом, а наприкінці XIX століття електричні бурові машини.
Значною проблемою залишалося забезпечення підземного простору свіжим повітрям. Для вентиляції використовували природну депресію, а також парові повітрянодувні машини. Для провітрювання вибоїв застосовували шахтні вентилятори з ручним приводом, а з кінця XIX століття — з електричним. Недостатня інтенсивність провітрювання часто приводила до накопичення гримучого газу у небезпечних концентраціях, який міг вибухнути при використанні відкритих ламп. На жаль Донбас зазнав багато трагічних випадків, пов'язаних з цією проблемою. Одним із способів запобігання цьому лиху (знаним ще з середньовіччя) було випалювання газу, який збирався у покрівлі виробки. Оскільки шахтарі працювали тільки вдень, то вночі у виробки спускалися гірники-газопали (у шахтах Польщі — так звані «покутники»), які одягнені у захисний одяг повзли виробками з піднятими до покрівлі факелами. Газ, що був легшим за повітря, скупчувався саме там. Якщо його було небагато він випалювався без вибуху, але траплялися випадки, коли гірники-газопали не поверталися зі своєї зміни… Проблеми рудникового газу та шахтних пожеж досліджував у Донбасі Д. І. Менделєєв, який вперше запропонував принципово нову технологію переробки вугілля — спосіб підземної газифікації вугільних пластів.

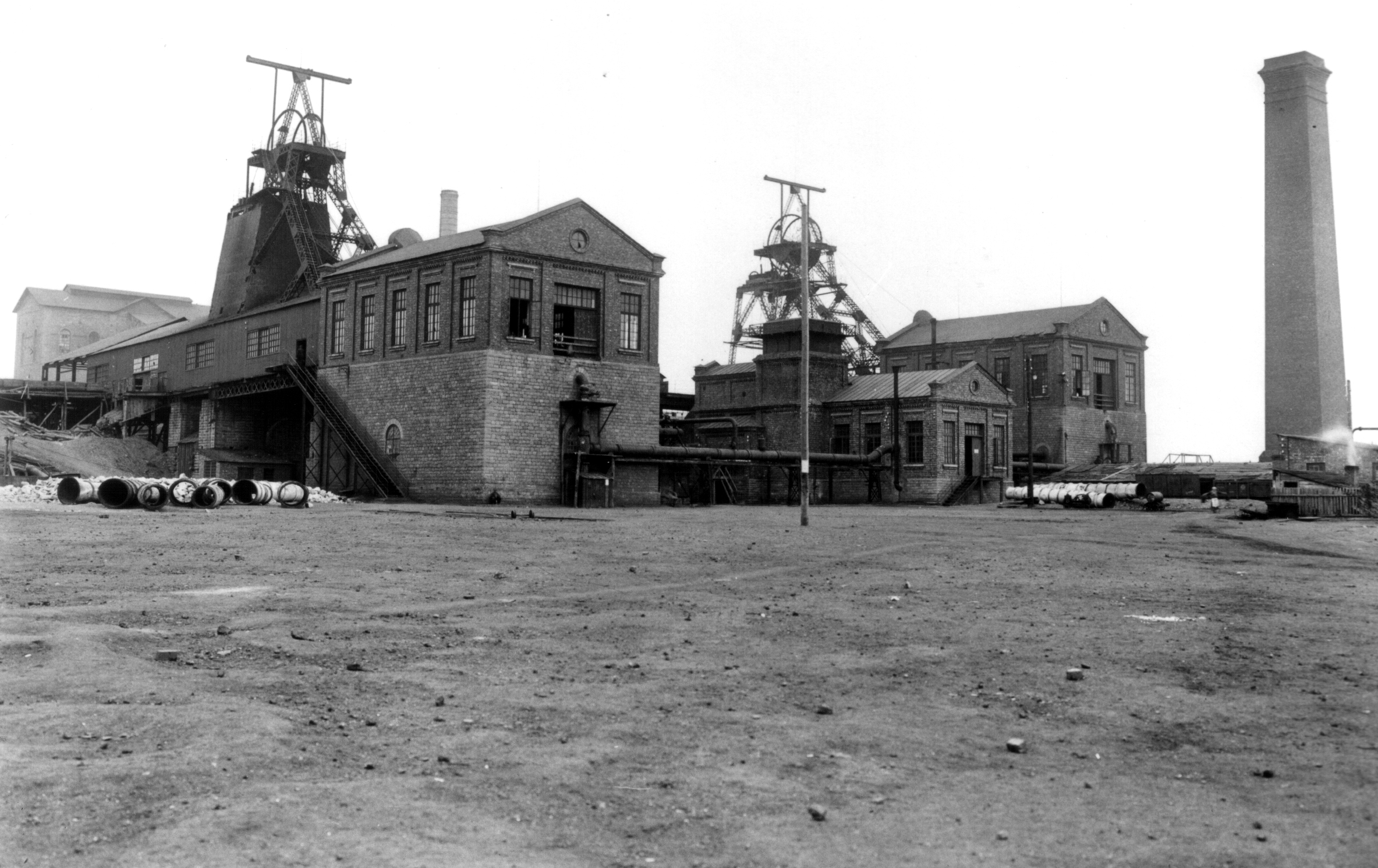
Ново-Смолянинівська шахта (1912—1913 роки) — найглибша вугільна шахта Донбасу та той час — понад 700 м.

Оскільки виділення метану було характерним для багатьох шахт Донбасу, то для освітлення використовували вибухонебезпечні лампи англійського вченого Г. Деві (або їх аналоги). На гірничих лампах був зроблений напис «Бог у поміч». Ця фраза була традиційним привітанням шахтарів Донбасу (на різних слов'янських мовах її використовували гірники усієї Східної Європи). Приємно, що давня шахтарська традиція починає відроджуватись у наші часи.
Напередодні Першої світової війни 1914 року у Донбасі діяло близько 1200 шахт середньою потужністю 21,1 тис. т на рік. Фінансував вугільну промисловість здебільшого французький та бельгійський капітал. Середня глибина розробки становила 110 м, хоча досвід найглибшої на той час шахти «Новосмолянинівської» свідчив про технічні можливості видобутку з глибини 745 м. Епоха науково-технічної революції XX століття призвела до значних змін у вугільній галузі, великих перетворень у розвитку Донбасу.